# Caldo Xóchitl

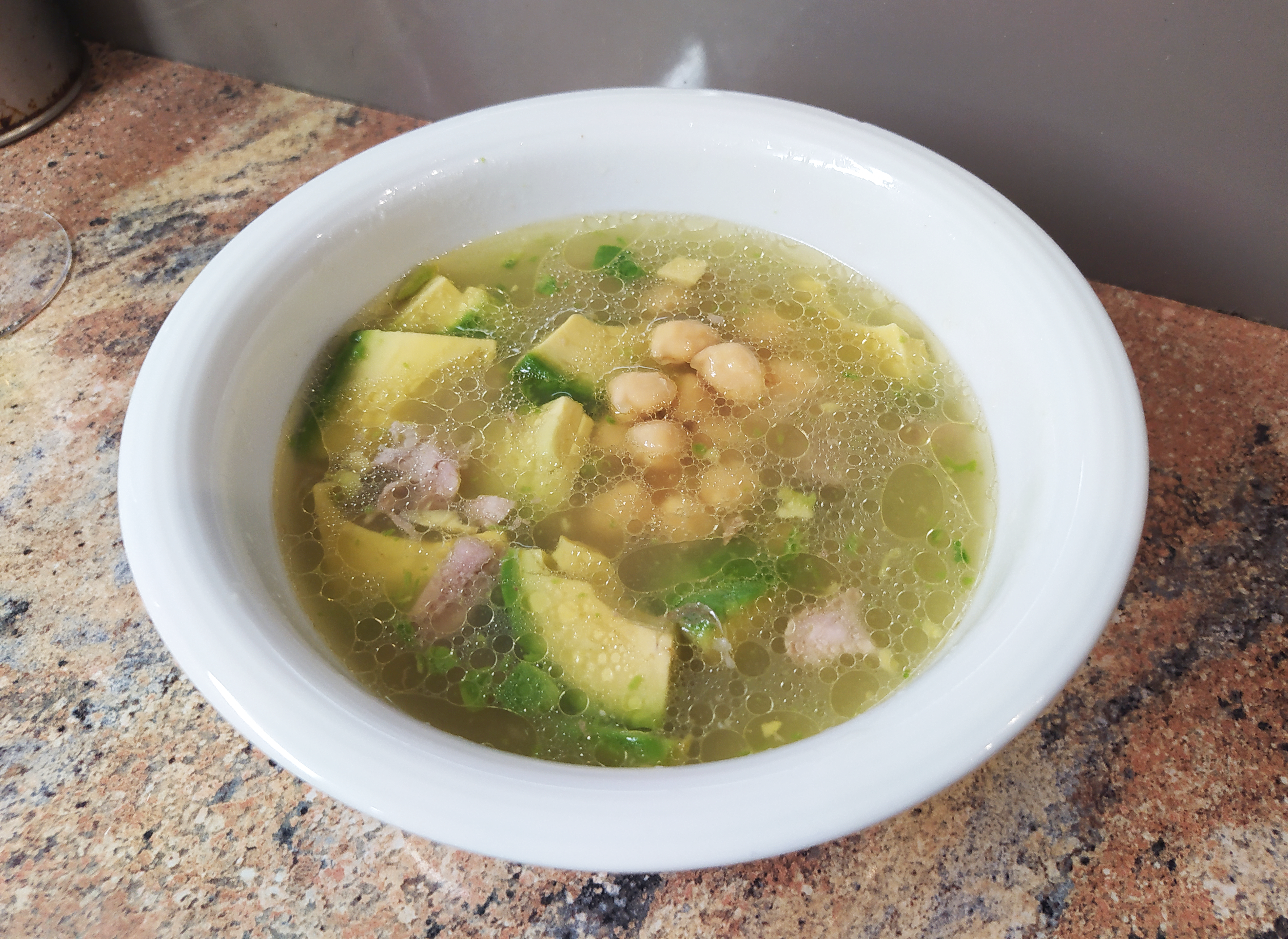
Caldo xochitl

Caldo Xóchitl ist eine reichhaltige mexikanische Gemüsesuppe mit Hühnerbrühe und Kürbisblüten, die mit Käse, Zwiebelwürfeln, Epazote, Jalapeño-Paprika, Hühnerfleisch und Avocado-Scheiben serviert wird. Bevor die Kürbisblüten in die Suppe kommen, werden die grünen Kelchblätter und die Blütenstempel entfernt, große Blüten werden in Stücke gerissen. Der Name der Suppe kommt vom aztekischen Begriff Xóchitl für Blume.